# プラハ - チェスケー・ブヂェヨヴィツェ線
プラハ - チェスケー・ブヂェヨヴィツェ線（チェコ語;Železniční trať Praha – České Budějovice）は、チェコ国鉄の鉄道線の名称である。路線番号は、オルブラモヴィツェ以南が220、ベネショフ以北が221、ベネショフ - オロブラモヴィツェ間が223。ウィーンとプラハを結ぶ路線として開業したが、オーストリアとチェコを結ぶ幹線は010号線に集約されており、こちらはプラハとチェコ南部を結ぶ幹線として機能している。なお2022年以前は、ベネショフ - オルブラモヴィツェ間も路線番号が220であった。

## 歴史

### 皇帝フランツ・ヨゼーフ鉄道と国有化
1866年11月11日にこの路線に関する建設および運営許可はヨハン・ツ・シュヴァルツェンベルク（Johann Adolf II zu Schwarzenberg, 1799~1888）を代表とした創業人団に与えられた。1871年9月3日にヴェセリー - チェルチャン（チェルチャニ）区間はグミュント（チェスケー・ヴェレニツェ） - ヴェセリー区間と合わせて帝国特認皇帝フランツ・ヨーゼフ鉄道（k.k. priv. Kaiser Franz-Josefs-Bahn, KFJB）の路線として開業された。この路線は同年12月14日にプラハまで延長された。建設プロジェクトは1871年末まで終わるべしという条件で進行されたものの、プラハ市内の連絡線が翌年8月15日に完成して、この路線は北部国有鉄道（Nördliche Staatseisenbahn）と連結されることとなった。
1866年KFJBに与えられた敷設許可書の第二条により、ヴェセリー - ブドヴァイス間は馬車鉄道の解体および蒸汽機関車向け改築の直後から建設されて、1874年6月8日に開業された。1884年5月にこの路線は他の路線とともにオーストリア帝国鉄道により引き受けられた。

### チェコ鉄道
1993年1月1日にこの路線はチェコスロバキア解体の際に新生のチェコ鉄道（České dráhy, ČD）に引き受けられた。2003年よりこの路線は鉄道管理公団（Správa železniční dopravní cesty, SŽDC）により管理・運営されている。

チェコ国内の第四回廊鉄道路線

2018年5月1日にスドミェジツェ - ヴォティツェ区間の移設工事が第四回廊鉄道構築のために開始された。デボレツトンネルは2018年12月に、メズノトンネルは2019年6月に着工されて、二つのトンネルは複線トンネルの形態で建設される予定である。プラハ - ヴェセリー区間ではヨーロッパ列車制御システムが設備される予定で、チェコの鉄道信号・移動通信会社AŽDプラハが制御システム設置を担当している。
2018年2月にチェコ交通省はネマニツェ I - シェヴィエティーン区間の高速線新設を第四回廊鉄道プロジェクトの一環として許可した。最大許容速度は200 km/hで二つの長いトンネルが建設される予定である。ヴェセリー - チェスケー・ブジェヨヴィチェ区間の場合にもヨーロッパ列車制御システムが設備される予定である。

## 運行形態

### 超特急「ユーロシティ(EC)」
- イジニー・エクスプレス号：　プラハ - ブヂェヨヴィツェ - リンツ
4時間に1本の運行。ブヂェヨヴィツェ以南は196号線のリンツまで直通する。
過去の運行形態
2016年末に、エクスプレス(Ex)の種別で運行を開始した。愛称名は便毎に異なっていた。ヴェセリーとベネショフは全列車通過していた。早朝・深夜の一部を除き、ホレショヴィツェ発着であった。
2017年末に、愛称名が統一された。
2019年末に、夜間にヴェセリーとベネショフに停車する列車が設定された。
2020年末に、ユーロシティ(EC)に種別格上げとなった。
2023年度より、プラハ本駅発着に短縮された。

### 超特急「インターシティ(IC)」
- イジニー・エクスプレス号：　プラハ - ブヂェヨヴィツェ ( - クルムロフ)
- ブドヴァル号：　プラハ - ブヂェヨヴィツェ
4時間に1本、上記ユーロシティ(EC)と合わせて2時間に1本の運行。一日1往復に限り、194号線のチェスキー・クルムロフまで直通する。愛称名は、大多数がイジニー・エクスプレス号で、一日1往復のみがブドヴァル号である。
過去の運行形態
2016年末に、エクスプレス(Ex)の種別で運行を開始した。当時は、上記ユーロシティ(EC)もエクスプレス(Ex)の種別で運行していて、本数も多かった。愛称名は便毎に異なっていた。また、ブルショヴィツェにも停車してプラハ本駅止まりの特別リフリーク(Rx)、「ヤン・フス」号も平日・土曜日のプラハ方面片道1本のみ運行を開始した。ヴェセリー、ベネショフおよび当時未開業のザフラドニー・ムニェストは全列車通過していた。
2017年末に、愛称名が統一された。「ヤン・フス」号はベネショフ停車となり、またホレショヴィツェまで延伸された。
2018年末に、ヤン・フス号がリフリーク(R)、「ヴルタヴァ」号に格下げとなった（停車駅は変わらず）。
2019年末に、また、ヤン・フス号の流れをくむリフリーク(R)朝1便が、プラハ本駅まで短縮の上エクスプレス(Ex)に格上げとなった。
2020年末に、大部分がユーロシティ(EC)、インターシティ(IC)に格上げとなり、一日2.5往復（休日は2往復）のみがエクスプレス(Ex)で残された。基本的に、ユーロシティ(EC)と共通運用の便がインターシティ(IC)、別運用の便がエクスプレス(Ex)であったが、エクスプレス(Ex)でも曜日によりユーロシティ(EC)と共通運用となる便もあった[9]。
2021年末に、エクスプレス(Ex)が全便インターシティ(IC)に格上げとなった。また、一部がザフラドニー・ムニェストへの停車を開始した。
2023年度より、プラハ本駅発着に短縮された。

### 特急「リフリーク(R)」
以下の3系統が運行される。
- ヴルタヴァ号：　プラハ～ベネショフ～チェスケー・ブヂェヨヴィツェ
4時間サイクルで3本（時間帯により2本）運行される。休日は一部がヴェセリー止まりとなり、ヴェセリー - ブヂェヨヴィツェ間は2時間間隔（時間帯により4時間間隔が空く）の運行となる。
過去の運行形態
2015年以前は一時間に1本（時間帯により2時間空くことも有り）、休日日中2時間間隔での運行であった。ホレショヴィツェに乗り入れておらず、全列車がプラハ本駅発着であった。南側は、4時間に1本、196号線のリンツまで直通する便があった。大部分がプラナーを通過していた他、シェヴェチーンやセジモヴォに停車する列車もあった。他に、平日・土曜日に限り、ターボル以南で普通または快速として運行する列車（以下、区間特急）が深夜・早朝に一日1往復運行されていて、特急停車駅に加えてシェヴェチーン、ヴェセリー停留所、セジモヴォにも（深夜の南行はさらにブヂェヨヴィツェ北、フルボカー、ロウドナー、チャープーヴ・ドヴールにも）停車していた。
2015年末に、原則ホレショヴィツェまで延伸となった。
2016年末に、超特急(Ex)の設定により全列車ブヂェヨヴィツェまで短縮となった。プラナーに停車し、全列車シュヴェチーンとセジモヴォを通過する様になった。区間特急は、金・土・日曜の運行となった。
2017年末に、区間特急が上下ともブヂェヨヴィツェ北、フルボカー、ロウドナー、チャープーヴ・ドヴール通過となった。
2019年末に、一部がヴェレニツェ方面行に変更となり、ブヂェヨヴィツェ方面の列車は4時間サイクルに3本となった。また、区間特急は、南行がターボル止まり、北行が全区間特急格上げとなり、停車駅も他の特急に統一された。
2023年度より、プラハ本駅発着に短縮された。

- シルヴァ・ノルティカ号：　プラハ - ベネショフ - ヴェセリー - ウィーン
- ルジニツェ号：　プラハ - ベネショフ - ヴェセリー - ヴェレニツェ
4時間サイクルに1本の運行。ヴェセリー以南は226号線に直通する。
2019年末に運行を開始した。当初はホレショヴィツェ発着であったが、2023年度よりプラハ本駅発着に短縮された。

- ロジンベルク号：　ブルノ～ヴェセリー・ナド・ルジニチー～チェスケー・ブヂェヨヴィツェ～プルゼニ
2時間に1本運行される。ヴェセリー以東は225号線に、ブヂェヨヴィツェ以西は190号線に直通する。

### 快速「スピェシニー(Sp)」
区間毎に系統が分かれる。
- サーザヴァ号：　プラハ - ベネショフ - ターボル
平日のみ、一日7往復の運行。一部はベネショフ以北の運行で、うち5往復がターボルまで直通する。朝にプラハ行4本、ベネショフ方面行2本が、夕方にプラハ行3本、ベネショフ方面行5本が運行する。朝のベネショフ行1本と夕方のプラハ行2本に限り、プラハ - ルジーチャニ間ノンストップとなり、プラハ - ホスチヴァルジ間で011号線、091号線を経由する。土曜・休日は一日1往復の運行で、ストルジェジミールジにも停車する。
過去の運行形態
2015年12月に運行を開始した。平日のみ2時間に1本の運行だが、4時間間隔が空くこともあった。アリヴァ鉄道により運行していた。当初は、ルジーチャニ通過、ストラシニツェ・ホスチヴァルジ停車で、ベネショフ以南は各駅に停車していた。なお土曜日にも、ターボル発プラハ行が片道1本運行していた。
2016年末に、ルジーチャニに停車する様になり、また終日概ね2時間に1本の運行となった。
2018年末以降、平日のみ一日5往復となり、大部分がベネショフ以北の運行、うち1.5往復がターボル発着となった。ただし、平日・土曜のプラハ方面の片道1本に限り、011号線に乗り入れ、クトナーホラまで直通していた。休日は運行していなかった。
2020年末に、クトナーホラ方面への直通をとりやめた。また、ストラシニツェ駅が休止となり、翌21年秋よりザフラドニー・ムニェストが停車駅に追加された。また、朝のベネショフ行と夕方のプラハ行に限り、プラハ - ルジーチャニ間ノンストップとなり、プラハ - ホスチヴァルジ間で011号線、091号線を経由する様になった[10]。
2021年末に、011号線を経由していた列車も全て現在のルートに戻り、ヴルショヴィツェとザフラドニー・ムニェストに再び停車する様になった。エデンは通過となった。
2023年度より、土曜日運休となった。また、朝のベネショフ行と夕方のプラハ行それぞれ1本ずつが、再びヴルショヴィツェとザフラドニー・ムニェストを経由しないルートで運行する様になった。
2025年度より、一日7往復（うち迂回ルート1.5往復）に増発され、ターボル発着も一日5往復に増加、全列車トミツェ通過、北行1本を除きヘルジマニチキ - スドムニェルジツェ間ノンストップとなった。また、土曜・休日の運行を開始した。

- ジェリフカ号：　ズルチ・ナド・サーザヴォウ→チェルチャニ→プラハ　【春・夏の日曜運行】
春・夏の休日のみ、片道1本が運行する。セノフラビ/ムニホヴィツェを通過し、ホスチヴァルジ/エデンに停車する。チェルチャニ以東は、212号線から乗り入れる。
2020年以前は、エデン駅未開業で、ストラシニツェに停車していた他、ルジーチャニも通過していた。秋より、ザフラドニー・ムニェストも停車となった。2023年度よりルジーチャニも停車となった。

- ポサーザヴィー号：　プラハ - チェルチャニ - スヴェトラー　【春・夏の土曜・休日運行】
一日1往復の運行。セノフラビ/ムニホヴィツェを通過し、ホスチヴァルジ/エデンに停車する。212号線に直通する。
2016年以前は、プラハ方面行のみの運行であった。2017,8年は、週1往復の運行であった。2022年以前はルジーチャニを通過していた。2023年以前は普通列車として運行していた。

- ポチャートキ・ジロヴニツェ/インドルジフーフ・フラデツ - ヴェセリー - チェスケー・ブヂェヨヴィツェ間
平日は一日6往復、休日は一日4往復の運行。ヴェセリー以北は225号線に直通する。
過去の運行形態
2017年以前は、平日のみ一日1往復の運行であった。ブヂェヨヴィツェ方面は標準的な停車駅であるが、フラデツ方面はホティーチャニ、ネプラホフ、ディニーンに停車し、シェヴェチーンを通過していた。
2017年末に、フラデツ方面行がフルボカーとホルシツェ停車となった。
2018年末に、上下ともシェヴェチーン停車に統一された。
2019年末に、平日のみ一日5往復に増発され、全て標準的な停車駅に統一された。
2025年度より、一日あたり平日6往復、休日4往復に増発となった。

- 過去の運行系統
  - サーザヴァ号：　プラハ → ベネショフ → ターボル
2016年以前は「ヨルダーン」号を名乗っていて、平日・土曜に一日1往復の運行であった。他の快速と同じ停車駅（ただしストラシニツェ・ホスチヴァルジ停車、セノフラビ通過）であったが、土曜日のターボル方面行はエデンとホスチヴァルジに停車する一方、ホスチヴァルジ - チェルチャニ間ノンストップであった。またこの土曜日の列車は、ポサーザヴィー号運行日に、チェルチャニ以北ポサーザヴィー号に併結されていた。
2016年末に、土曜日のターボル方面を除き、ホスチヴァルジを通過する様になった。
2018年末に、土曜日のターボル方面を除き、サーザヴァ号に吸収され、土曜日片道1本のみの運行となった。
2019年末に、愛称が「サーザヴァ」に変更となった。
2020年末に、ストラシニツェ駅休止に伴い、エデン駅停車となった。秋より、ザフラドニー・ムニェストも停車となった。
2022年度限りで運行休止。
  - （ホトヴィニ→）ターボル～チェスケー・ブヂェヨヴィツェ間
2017年以前、平日朝のブヂェヨヴィツェ方面片道1本のみの運行していた。フルボカーにも停車し、ヴェセリー以北は特急停車駅＋チャープーヴ・ドヴール、セジモヴォに停車していた。
2017年末に、平日のみ一日1往復の運行となった。ターボル行はフルボカーを通過していた。
2018年末に、停車駅にロウドナーが追加された。
2019年末に運行休止。
  - 2017年には、ポサーザフスキー・モトラーチェク号が、カーツォフ→チェルチャニ→プラハ間に、年間4日のみ片道1本運行していた。セノフラビ/ムニホヴィツェ/ホスチヴァルジ/ストラシニツェを通過していた。チェルチャニ以東は、212号線から乗り入れていた。

### 普通
区間毎に系統が分かれる。ベネショフ - オルブラモヴィツェ間は223号線を参照。
- プラハ - ベネショフ
30分に1本の運行だが、プラハ～ストランチツェ間の区間運転も多く、ストランチツェ～ベネショフ間は1時間間隔での運行となる（休日は全線で30分間隔）。プラハ - ルジーチャニ間は平日に限り毎時4本の運行となる。通勤時間帯を中心に、011号線、231号線と直通する便もある。
2019年以前は、ストランチツェ以南で、平日だけでなく秋・冬の休日も1時間間隔での運行であった。

- オルブラモヴィツェ - ターボル
2時間に1本運行される。オルブラモヴィツェ - ヴォチツェ間は区間運転もあり、併せて毎時1本の運行となっている。オルブラモヴィツェでプラハ方面の特急に接続する。一日あたり1往復がベネショフまで直通する。
2022年以前は、ベネショフ - ターボルの運転系統で、2時間に1本の運行であった。

- ターボル～チェスケー・ブヂェヨヴィツェ間
2時間に1本の運行。
2019年以前は、ターボル～ヴェセリー間が一日あたり平日10.5往復、休日5往復の運行で、ヴェセリー～ブヂェヨヴィツェが平日8往復、休日4往復の運行（ターボル以北で特急になる列車を除く）であった。2024年度以前は、休日4時間間隔の空く時間帯があった。

### 臨時列車
- 特急　100年共に号：　プラハ - ブヂェヨヴィツェ (→ ホルニー・ドヴォルジシチェ)
冬の年1日、1往復のみ運行する。途中、ベネショフ、ターボル、ヴェセリーに停車する。南行のみ196号線に直通する。2018年12月運行。

- 超特急（エクスプレス）　T.G.M.号：　ブヂェヨヴィツェ → プラハ
旧型列車。冬の年1日、片道1本のみ運行する。途中、ヴェセリー、ターボル、ベネショフに停車する。2018年12月運行。

- 「鉄道の祝日」スーパーシティ（超特急）
秋の年1日、プラハ - ブヂェヨヴィツェ間に、1往復のみ運行する。途中、ターボルのみに停車する。2018年運行。

- 「鉄道の祝日」エクスプレス（超特急）
秋の年1日、ブヂェヨヴィツェ → プラハ間に、片道1本のみ運行する。途中、ターボルのみに停車する。2018年運行。

- 「鉄道の祝日」イベント列車（普通）
秋の年1日、ブヂェヨヴィツェ - シェヴェチーン間に、2往復のみ運行する。途中、フルボカーのみに停車する。2018年運行。

- 「線路の250年」イベント列車（特急）
旧型気動車。年1日、プラハ - ヴェセリー - インドルジフーフ・フラデツ間に、1往復のみ運行する。ヴェセリー以東は225号線に直通する。途中、ターボルのみに停車する。2017年運行。
上記と同じ日に、イフラヴァ - ヴェセリー - ブヂェヨヴィツェ間にも1往復運行する。ヴェセリー以東は225号線に直通する。特急同様、ヴェセリー - ブヂェヨヴィツェ間はノンストップ。2017年運行。

- 旧型気動車（快速）
旧型気動車。夏に年1日、プラハ - ターボル - ピーセク間に、1往復のみ運行する。ターボル以南は201号線に直通する。プラハ - ターボル間ノンストップ。2018年運行。

- ポサーザフスケー・リンキ号（快速）：　ブラニーク - ウフルジーニェヴェス - チェルチャニ - レデチコ/カーツォフ　【年2日運行】
蒸気機関車。一日1往復のみ運行する。ウフルジーニェヴェス以西は、短絡線経由で210号線に直通する。221号線内の停車駅は、ウフルジーニェヴェス、ルジーチャニ、ストラシニツェ。
2017,18年度は年1日の運行であった。午前中は、ブラニーク → プラハ本駅 → リベニ → ホスチヴァルジ → チェルチャニ → カーツォフ間に運行し、ホスチヴァルジ以西は091号線から、チェルチャニ以東は212号線に直通していた。夜間は、カーツォフ → チェルチャニ → ヴルショヴィツェ間に運行し、091号線に直通しなかった。また、ストランチツェ、ホスチヴァルジにも停車していた。

- フェルディナンド号（快速） 
蒸気機関車。年1日、ブラニーク - チェルチャニ - ベネショフ - ヴラシム間に、1往復のみ運行する。チェルチャニ以西は210号線に、ベネショフ以東は222号線に直通する。途中、ムラチを通過する。
2017年は、年2日の運行であった。

- サーザフスキー・モトラーチェク号（快速） 
旧型列車。年5日、プラハ本駅 - チェルチャニ - カーツォフ間に1往復のみ運行する。チェルチャニ以東は212号線に直通する。221号線内の停車駅は、ヴルショヴィツェ、ルジーチャニ。2018年運行。

- 旧型車両（普通）
夏季に年1日のみ、ホスチヴァルジ - ストランチツェ間に一日3往復の運行。うち1往復がヴルショヴィツェまで運行する。各駅停車。2018年運行。

- セドルチャニ町記念日号：　ブラニーク - ウフルジーニェヴェス - オルブラモヴィツェ - セドルチャニ　【秋に年1日運行】
蒸気機関車。一日1往復運行する。ウフルジーニェヴェス以西は、短絡線経由で210号線に直通する。オルブラモヴィツェ以東は223号線に直通する。220,221号線内の停車駅は、ウフルジーニェヴェス、ルジーチャニ、ストラシニツェ、チェルチャニ、ベネショフ。2019年運行。

### 過去の運行種別
- 超特急「アリヴァ・エクスプレス(AEx)」
2017,18年度に、プラハ本駅 - ブヂェヨヴィツェ - ノヴァー・ペツ間に、休日と夏季の平日のみ、一日1往復の運行していた。ブヂェヨヴィツェ以南は194号線に直通していた。途中停車駅はターボルのみで、2018年度はヴェセリーにも停車していた。

- 超特急「レギオジェット(RJ)」
  - レギオジェット号：　プラハ本駅 - ブヂェヨヴィツェ
2019年4月14日から12月まで、一日1往復運行していた。途中ターボルのみに停車していた。

- 特急「特別リフリーク(Rx)」
現在の特急ヴルタヴァ号のうち、停車駅の少ない朝のプラハ行1便が、2017,18年度にこの種別で運行していた。

## 駅一覧
以下では、チェコ国鉄220号線の駅と営業キロ、停車列車、接続路線などを一覧表で示す。ベネショフ～プラハ間については221号線の項目を参照。
- 種別
  - Ex：超特急「エクスプレス」
  - R：特急「リフリーク」
  - Sp：快速
  - Os：普通
- 停車駅
  - ■印：全列車停車
  - ●印：一部通過
  - ○印：一部停車
  - ▼∧印：ブヂヨヴィツェ行のみ停車
  - ∨▲印：プラハ行のみ停車
  - ｜印：全列車通過
- 下表の他、夏季の休日のみ、チェルチャニ～ホスチヴァルジ間ノンストップの普通列車がある。

| 路線名 | 駅名                                           | 駅間営業キロ | 累計営業キロ             | 累計営業キロ          | EC | IC | R  | Sp | Os | 接続路線 | 所在地         | 所在地                         |
| ------ | ---------------------------------------------- | ------------ | ------------------------ | --------------------- | -- | -- | -- | -- | -- | --- | -------------- | ------------------------------ |
| 220    | チェスケー・ブヂェヨヴィツェ駅                 | -            | ブヂェヨヴィツェから 0.0 |                       | ■  | ■  | ■  | ■  | ■  | 194号線（ノヴェー・ウードリー方面）、196号線（リンツ方面） 199号線（グミュント方面） | 南ボヘミア州   | チェスケー・ブヂェヨヴィツェ郡 |
| 220    | チェスケー・ブヂェヨヴィツェ北停留所           | 2.6          | 2.6                      |                       | ｜ | ｜ | ｜ | ■  | ■  | 190号線（プルゼニ方面） | 南ボヘミア州   | チェスケー・ブヂェヨヴィツェ郡 |
| 220    | フルヂェヨヴィツェ駅                           | 2.9          | 5.5                      |                       | ｜ | ｜ | ｜ | ｜ | ■  | | 南ボヘミア州   | チェスケー・ブヂェヨヴィツェ郡 |
| 220    | ホシーン駅                                     | 2.1          | 7.6                      |                       | ｜ | ｜ | ｜ | ｜ | ■  | | 南ボヘミア州   | チェスケー・ブヂェヨヴィツェ郡 |
| 220    | フルボカー・ナド・ヴルタヴォウ・ザーモスチー駅 | 2.5          | 10.1                     |                       | ｜ | ｜ | ｜ | ｜ | ■  | | 南ボヘミア州   | チェスケー・ブヂェヨヴィツェ郡 |
| 220    | ホティーチャニ駅                               | 8.0          | 18.1                     |                       | ｜ | ｜ | ｜ | ｜ | ■  | | 南ボヘミア州   | チェスケー・ブヂェヨヴィツェ郡 |
| 220    | シェヴェチーン駅                               | 4.1          | 22.2                     |                       | ｜ | ｜ | ｜ | ■  | ■  | | 南ボヘミア州   | チェスケー・ブヂェヨヴィツェ郡 |
| 220    | ネプラホフ駅                                   | 3.9          | 26.1                     |                       | ｜ | ｜ | ｜ | ｜ | ■  | | 南ボヘミア州   | チェスケー・ブヂェヨヴィツェ郡 |
| 220    | ディニーン停留所(*1)                           | 2.2          | 28.3                     |                       | ｜ | ｜ | ｜ | ｜ | ■  | | 南ボヘミア州   | チェスケー・ブヂェヨヴィツェ郡 |
| 220    | ホルシツェ駅                                   | 4.5          | 32.8                     |                       | ｜ | ｜ | ｜ | ｜ | ■  | | 南ボヘミア州   | ターボル郡                     |
| 220    | ヴェセリー・ナド・ルジニチー停留所             | 2.4          | 35.2                     |                       | ｜ | ｜ | ｜ | ■  | ■  | | 南ボヘミア州   | ターボル郡                     |
| 220    | ヴェセリー・ナド・ルジニチー駅                 | 2.5          | 37.7                     | ヴェレニツェから 55.2 | ○  | ○  | ■  | ■  | ■  | 225号線（ブルノ方面）、226号線（グミュント方面） | 南ボヘミア州   | ターボル郡                     |
| 220    | ルジーペツ・ドラーホフ駅                       | 3.5          | 41.2                     | 58.7                  | ｜ | ｜ | ｜ |    | ■  | | 南ボヘミア州   | ターボル郡                     |
| 220    | ソビェスラフ駅                                 | 2.5          | 43.7                     | 61.2                  | ｜ | ｜ | ■  |    | ■  | | 南ボヘミア州   | ターボル郡                     |
| 220    | ロウドナー駅                                   | 6.8          | 50.5                     | 68.0                  | ｜ | ｜ | ｜ |    | ■  | | 南ボヘミア州   | ターボル郡                     |
| 220    | ドウビー・ウ・ターボラ駅                       | 2.8          | 53.3                     | 70.8                  | ｜ | ｜ | ｜ |    | ■  | | 南ボヘミア州   | ターボル郡                     |
| 220    | プラナー・ナド・ルジニチー駅                   | 3.7          | 57.0                     | 74.5                  | ｜ | ｜ | ■  |    | ■  | | 南ボヘミア州   | ターボル郡                     |
| 220    | セジモヴォ・ウースチー駅                       | 3.0          | 60.0                     | 77.5                  | ｜ | ｜ | ○  |    | ■  | | 南ボヘミア州   | ターボル郡                     |
| 220    | ターボル・チャープーヴ・ドヴール駅             | 1.6          | 61.6                     | 79.1                  | ｜ | ｜ | ｜ |    | ■  | | 南ボヘミア州   | ターボル郡                     |
| 220    | ターボル駅                                     | 2.7          | 64.3                     | 81.8                  | ■  | ■  | ■  | ■  | ■  | 201号線（ラジツェ方面）、202号線（ベヒニェ方面） 224号線（ツェレケフ方面） | 南ボヘミア州   | ターボル郡                     |
| 220    | ホトヴィニ駅                                   | 8.5          | 72.8                     | 90.3                  | ｜ | ｜ | ｜ | ■  | ■  | | 南ボヘミア州   | ターボル郡                     |
| 220    | スドムニェルジツェ・ウ・ターボラ駅             | 4.9          | 77.7                     | 95.2                  | ｜ | ｜ | ｜ | ■  | ■  | | 南ボヘミア州   | ターボル郡                     |
| 220    | メズノ駅                                       | 3.2          | 80.9                     | 98.4                  | ｜ | ｜ | ｜ | ○  | ■  | | 中央ボヘミア州 | ベネショフ郡                   |
| 220    | ストルジェジミールジ駅                         | 3.5          | 84.4                     | 101.9                 | ｜ | ｜ | ｜ | ○  | ■  | | 中央ボヘミア州 | ベネショフ郡                   |
| 220    | チェルヴェニー・ウーイェズド・ウ・ヴォチツ駅   | 2.4          | 86.8                     | 104.3                 | ｜ | ｜ | ｜ | ○  | ■  | | 中央ボヘミア州 | ベネショフ郡                   |
| 220    | イェシェチツェ駅                               | 2.1          | 88.9                     | 106.4                 | ｜ | ｜ | ｜ | ○  | ■  | | 中央ボヘミア州 | ベネショフ郡                   |
| 220    | ヘルジマニチキ駅                               | 4.4          | 93.3                     | 110.8                 | ｜ | ｜ | ｜ | ■  | ■  | | 中央ボヘミア州 | ベネショフ郡                   |
| 220    | ヴォチツェ駅                                   | 5.0          | 98.3                     | 115.8                 | ｜ | ｜ | ｜ | ■  | ■  | | 中央ボヘミア州 | ベネショフ郡                   |
| 220    | オルブラモヴィツェ駅                           | 3.5          | 101.8                    | 119.3                 | ｜ | ｜ | ■  | ■  | ■  | 223号線（セドルチャニ方面） | 中央ボヘミア州 | ベネショフ郡                   |
| 223    | トミツェ駅                                     | 4.6          | 106.4                    | 123.9                 | ｜ | ｜ | ｜ | ｜ | ■  | | 中央ボヘミア州 | ベネショフ郡                   |
| 223    | ビストルジツェ・ウ・ベネショヴァ駅             | 5.3          | 111.7                    | 129.2                 | ｜ | ｜ | ｜ | ■  | ■  | | 中央ボヘミア州 | ベネショフ郡                   |
| 223    | ベネショフ駅                                   | 5.4          | 117.1                    | 134.6                 | ○  | ○  | ■  | ■  | ■  | 222号線（シチェパーノフ方面） | 中央ボヘミア州 | ベネショフ郡                   |
| 221    | ムラチ駅                                       | 7.0          | 124.1                    | 141.6                 | ｜ | ｜ | ｜ | ｜ | ■  | | 中央ボヘミア州 | ベネショフ郡                   |
| 221    | チェルチャニ駅                                 | 2.2          | 126.3                    | 143.8                 | ｜ | ｜ | ｜ | ■  | ■  | 210号線（ヴラネー方面）、212号線（レデチ方面） | 中央ボヘミア州 | ベネショフ郡                   |
| 221    | ピシェリ駅                                     | 1.4          | 127.7                    | 145.2                 | ｜ | ｜ | ｜ | ｜ | ■  | | 中央ボヘミア州 | ベネショフ郡                   |
| 221    | チティルジコリ駅                               | 1.5          | 129.2                    | 146.7                 | ｜ | ｜ | ｜ | ｜ | ■  | | 中央ボヘミア州 | ベネショフ郡                   |
| 221    | セノフラビ駅                                   | 3.6          | 132.8                    | 150.3                 | ｜ | ｜ | ｜ | ●  | ■  | | 中央ボヘミア州 | 東プラハ郡                     |
| 221    | ミロショヴィツェ・ウ・プラヒ駅                 | 1.7          | 134.5                    | 152.0                 | ｜ | ｜ | ｜ | ｜ | ■  | | 中央ボヘミア州 | 東プラハ郡                     |
| 221    | ムニホヴィツェ駅                               | 2.7          | 137.2                    | 154.7                 | ｜ | ｜ | ｜ | ●  | ■  | | 中央ボヘミア州 | 東プラハ郡                     |
| 221    | ストランチツェ駅                               | 3.1          | 140.3                    | 157.8                 | ｜ | ｜ | ｜ | ｜ | ■  | | 中央ボヘミア州 | 東プラハ郡                     |
| 221    | スヴェチツェ駅                                 | 3.4          | 143.7                    | 161.2                 | ｜ | ｜ | ｜ | ｜ | ■  | | 中央ボヘミア州 | 東プラハ郡                     |
| 221    | ルジーチャニ駅                                 | 3.4          | 147.1                    | 164.6                 | ｜ | ｜ | ｜ | ■  | ■  | | 中央ボヘミア州 | 東プラハ郡                     |
| 221    | コロヴラティ駅                                 | 3.4          | 150.5                    | 168.0                 | ｜ | ｜ | ｜ | ｜ | ■  | | プラハ市       | プラハ市                       |
| 221    | ウフルジーニェヴェス駅                         | 3.4          | 153.9                    | 171.4                 | ｜ | ｜ | ｜ | ｜ | ■  | | プラハ市       | プラハ市                       |
| 221    | ホルニー・ムニェホルピ駅                       | 2.5          | 156.4                    | 173.9                 | ｜ | ｜ | ｜ | ｜ | ■  | | プラハ市       | プラハ市                       |
| 221    | ホスチヴァルジ駅                               | 2.6          | 159.0                    | 176.5                 | ｜ | ｜ | ｜ | ○  | ■  | 091号線（ホレショヴィツェ方面） | プラハ市       | プラハ市                       |
| 221    | ザフラドニー・ムニェスト駅（*2）               | 2.6          | 161.6                    | 179.1                 | ｜ | ○  | ■  | ■  | ■  | | プラハ市       | プラハ市                       |
| 221    | エデン駅（*3）                                 | 2.0          | 163.6                    | 181.1                 | ｜ | ｜ | ｜ | ○  | ■  | | プラハ市       | プラハ市                       |
| 221    | ヴルショヴィツェ駅                             | 2.3          | 165.9                    | 183.4                 | ｜ | ○  | ■  | ■  | ■  | 210号線（ドブルジーシ方面） | プラハ市       | プラハ市                       |
| 221    | プラハ本駅                                     | 2.4          | 168.3                    | 185.8                 | ■  | ■  | ■  | ■  | ■  | 010号線（オロモウツ方面）、070号線（ボレスラフ方面） 090号線（ベルリン方面）、120号線（ヴェレスラヴィーン方面） 122号線（ホスチヴィツェ方面）、171号線（プルゼニ方面） 231号線（フラデツ方面） 地下鉄C線（ラードヴィー方面、ハーイェ方面） | プラハ市       | プラハ市                       |

(*1): 2019年4月8日以前は「ディニーン駅」で、現在より800m北側に位置していた。

(*2): 2021年9月開業。なお、2020年12月以前は、ストラシニツェ停留所が約800m西に存在していた。

(*3): 2020年12月開業。